# Hybosorus laportei
Hybosorus laportei là một loài bọ cánh cứng trong họ Hybosoridae. Loài này được Westwood miêu tả khoa học năm 1845.